# 焦璐
焦璐（?—868），唐朝官員。
早年事蹟不詳。咸通九年（868年）官徐泗观察判官、副使。龐勳軍抵達宿州（今安徽宿县）附近的符離（今安徽宿县北符離），與宿州大將乔翔五百餘人战於虹县灵璧东的濉水，乔翔战败。庞勋进击宿州。當時宿州無刺史，由焦璐代理，城中已無餘兵，決定開挖汴水以阻止庞勋军北进。由於水流尚淺，庞勋军遂涉水而进。宿州失陷，焦璐逃奔徐州。庞勋又陷徐州，与观察使崔彦曾等皆被杀。有《搜神录》三卷、《稽神异苑》十卷。